# طيران عارض

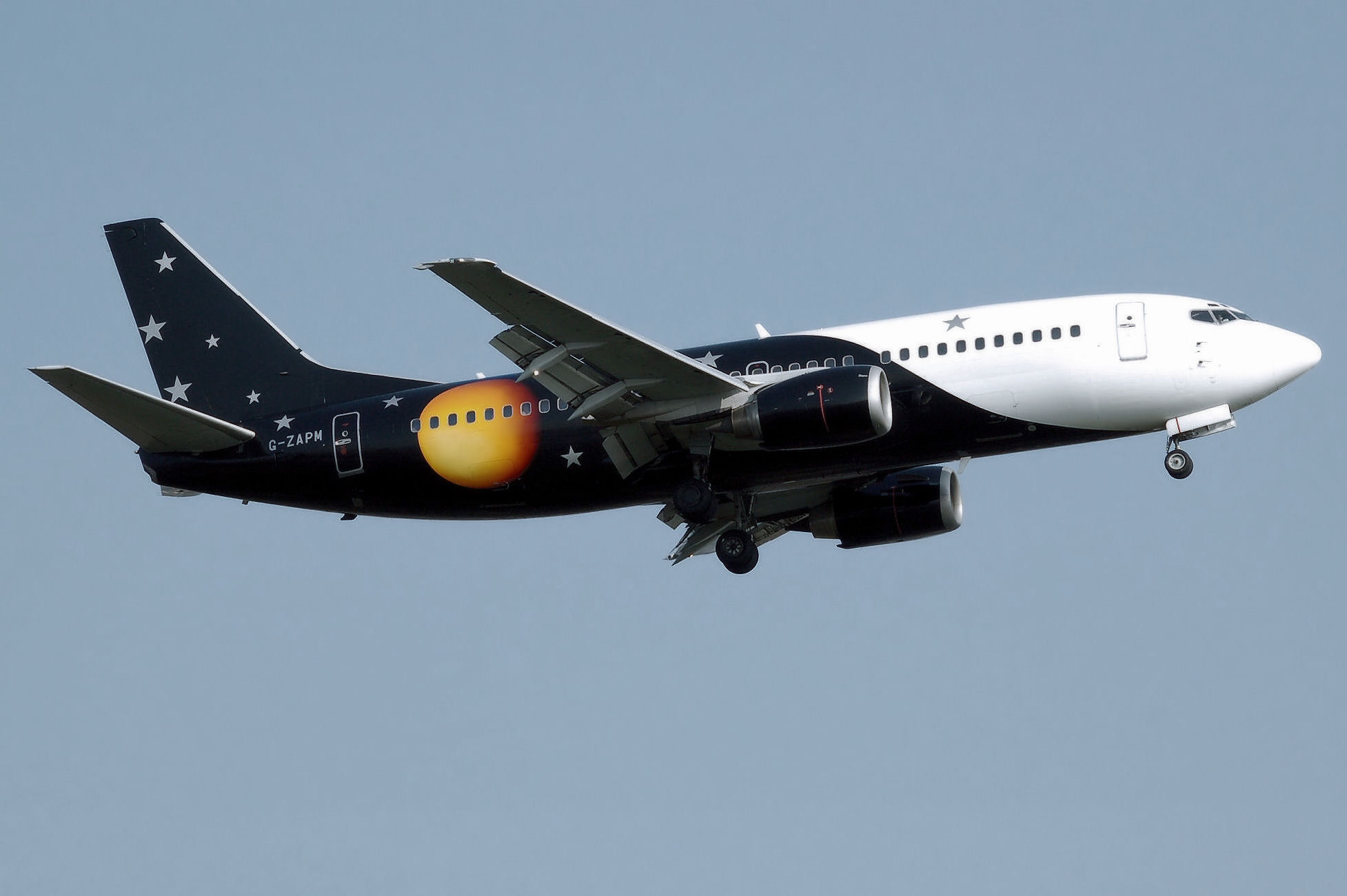

الطيران العارض أو المؤجر (بالإنجليزية: Charter) (نقحرة: شارتر) هو تأجير طائرة كاملة، بخلاف بيع تذكرة طيران لمقعد طائرة بشكل فردي، كما هو المعتاد مع شركة الطيران العادية. وتُركّز شركات الطيران العارض نشاطاتها - في الغالب - على الطائرات والجداول الخاصة، أو البضائع المستعجلة والحسّاسة وقتيًا، أو الإسعاف الطائر، أو أنواع أخرى من النقل الجوي المتخصّص، فتتأقلم لتلبية احتياجات الطلب. ظهر الطيران العارض في الستينات، من أجل مواكبة الطفرة السياحية العالمية بالأساس. وقد ساهم في وضع دول عديدة على خريطة العالم السياحية.

## التاريخ
ظهرت فكرة الطيران العارض في أواخر الستينات حيث الطفرة الكبيرة في السياحة الدولية الجماعية ونظرا لتقيد شركات الطيران بقواعد وتعليمات الأياتا (الاتحاد الدولي لنقل الجوي) وعدم مرونة أسعارها لتلائم الأعداد المتزايدة من السائحين محدودي الدخل. فظهرت فكرة الطيران المؤجر.

## المبدأ
تقوم فكرته على قيام شركات طيران غير منتظمة، إمّا تابعة لمنظم رحلات [الإنجليزية]
 وإمّا مستقلة، بتنظيم رحلات مخفضة للوفود السياحية ضمن رحلات شاملة أو في مواسم معينة على أساس تقديم سعر أرخص بشرط تحقيق حمولة عالية للطائرة - نحو 90% مثلًا. وعلى هذا الأساس فإنّ الطيران العارض ليس له جداول تشغيل منتظمة ثابتة، وهو ذو أسعار مخفضة، ورحلات لا تعمل إلا بعد الوصول إلى نقطة معينة كما أنه لا يسمح للناقل من خلاله ببيع تذاكر للأفراد مباشرة ولكن يجب أن تباع المقاعد من خلال وكلاء سياحيين.

## المشاكل
واجهت شركات الطيران المنتظم منافسة كبيرة من شركات الطيران العارض التي يسافر على متن خطوطها الكثير من السائحين بأسعار أقل. ولم تقف شركات الطيران المنتظم مكتوفة الأيدي بل ابتكرت نظاماً سعرياً مخفضًا يُسمى «تسعيرة الرحلة المحجوزة مقدّمًا» (بالإنجليزية: Advance Purchase Excursion Fare) وهو تخفيض خاص في الأسعار للمجموعة التي تشتري التذاكر قبل الرحلة بفترة، وبهذا يبقى سوق التنافس مفتوحا أمام الجميع الطيران العارض والطيران المنتظم على حدّ سواء.